# Jacques Rousseau (botaniste)
Pour les articles homonymes, voir Jacques Rousseau et Rousseau.
Jacques Rousseau (Saint-Lambert, 5 octobre 1905 – Montréal, 4 août 1970), est un botaniste et ethnologue québécois du XXe siècle.

## Parcours professionnel
À partir de 1923, Jacques Rousseau suit les cours du frère Marie-Victorin et participe à ses explorations botaniques dans la province de Québec pour devenir son assistant. Il obtient une licence en sciences biologiques, avec une spécialisation en botanique et ethnologie en 1928 et commence à enseigner à l'université de Montréal en tant que professeur de botanique.
Ensuite, il entreprend de multiples explorations en Amérique du Nord et découvre plus de cent espèces nouvelles comme l'astragale. Il étudie la toundra et fait l'une des premières études canadiennes sur le périglaciaire. Ces études dans le nord du Canada l'amènent vers des travaux d'ethnologue ; il s'intéresse alors aux Autochtones et aux Inuits.
Il participe aux premières années de développement de l'Association canadienne-française pour l’avancement des sciences (Acfas) ; il en est le secrétaire de 1930 à 1946, mais surtout il est reconnu pour être l'initiateur du congrès annuel de l'Acfas, dont la première édition se tiendra à l'automne 1933, à l'Université de Montréal. 
Il participe aussi à la création, avec le frère Marie-Victorin, du Jardin botanique de Montréal et en est le directeur de 1944 à 1957. Il est le directeur du Musée de l'Homme à Ottawa de 1956 à 1959.
En 1959, il rejoint le Centre d'études arctiques et finno-scandinaves de La Sorbonne à Paris. Il y devient professeur titulaire et collabore notamment avec le géographe Jean Malaurie.
En 1962, il est nommé directeur de la recherche au Centre d'études nordiques de l'université Laval de Québec, poste qu'il occupera jusqu'à sa mort. Il reçoit de nombreuses récompenses pour tous ses travaux.
Au Congrès de l'Acfas de 1970, qui s'est tenu à l'Université Laval les 16 et 17 octobre, un hommage fut rendu à Jacques Rousseau, initiateur de cet événement qui se tient annuellement depuis 1933.

## Galerie d'images

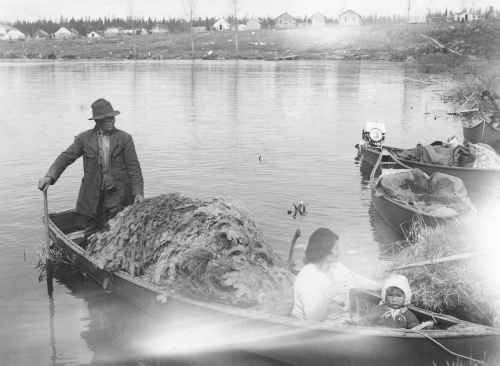
Arrivée des territoires de chasse. Lac Mistassini, 1947.
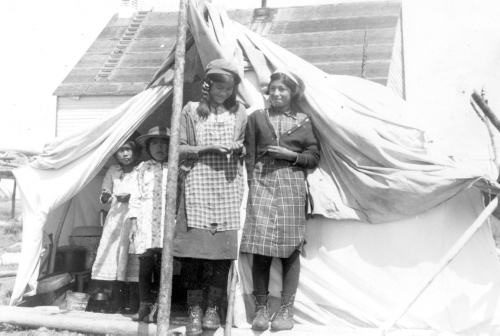
Jeunes filles cris. Lac Mistassini, 1944.
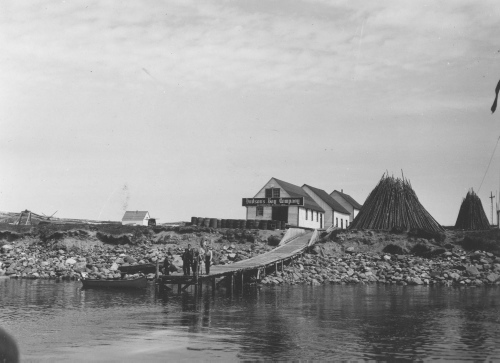
Poste de la Compagnie de la Baie d'Hudson, Kuujjuaq, 1948.
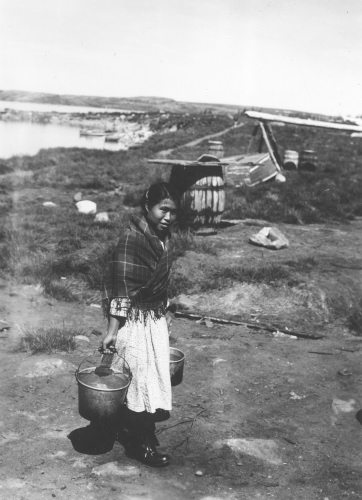
Jeune fille Inuk. Kuujjuaq, 1948.
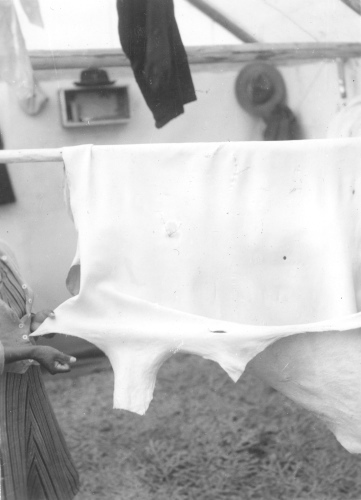
Étirage d'une peau d'orignal. Lac Mistassini, 1946.

## Hommages
- La Commission de géographie du Québec a donné son nom à un des Monts Torngat (1 261 mètres) dans le Nord-du-Québec, qu'il avait exploré en 1950[4].
- Depuis 1980, le prix Acfas Jacques-Rousseau est décerné par l'Acfas à une personne ou à une équipe qui a largement dépassé son domaine de spécialisation et qui a établi des ponts novateurs entre différentes disciplines.
- L'école secondaire Jacques-Rousseau à Longueuil et la circonscription de Rousseau ont été nommées en son honneur.
- Un pavillon de l'école secondaire De Rochebelle à Québec porte son nom.
- Prix Acfas Jacques-Rousseau : prix décerné depuis 1980 « à une chercheuse ou à un chercheur pour souligner l'excellence et le rayonnement de ses travaux ayant, au-delà de son domaine de spécialisation, établi des ponts novateurs entre différentes disciplines. »[5]

## Liste partielle des publications
- Rousseau, J. et Bethune, G., 1977. Voyage de Pehr Kalm au Canada en 1749. Le cercle du livre de France, 674 p.
- Rousseau, J. 1970, « Sébastien Vaillant, an outstanding eighteenth-century botanist », dans P. Smit et R.H.Ch. van ter Laage, Essays in biohistory, vol. 71 (Regnum vegetabile), Utrecht, A. Oosthoek's Uitgevermaatshappij, p. 199-209
- Rousseau, J. 1969. Biogéographie Laurentide. Cahiers de Géographie du Québec, 28:35-54.
- Rousseau, J. 1968. The vegetation of the Quebec-Labrador Peninsula between 55° and 60° N. Le Naturaliste canadien, 95:469-563.
- Rousseau, J. 1967. Pour une esquisse biogéographique du Saint-Laurent. Cahiers de Géographie du Québec, 11 (23):181-241.
- Legault, A., Rousseau, J. et Cartier, Y. 1966. Sur la présence de Picea mariana (Mill.) BSP. au lac Payne, Nouveau-Québec. Annales de l'ACFAS, 32:56-57.
- Rousseau, J. 1966. La flore de la rivière George, Nouveau-Québec. Le Naturaliste canadien, 93:11-59.
- Malaurie, J. et Rousseau, J. 1964. Le Nouveau-Québec. Contribution à l’étude de l’occupation humaine. Sorbonne, École pratique des Hautes Études, Centre d’Études arctiques et finno-scandinaves, Bibliothèque arctique et antarctique, no 2, 466 p.
- Rousseau, J. 1962. Les forêts ripariennes du Québec. Cahiers de Géographie du Québec, 6 (12):167-182.
- Rousseau, J. 1961. La zonation latitudinale dans la péninsule Québec-Labrador. Centre d'Études Arctiques et Antarctiques, Hautes Études, Sorbonne, 54 rue de Varenne, Paris 7e.
- Rousseau, J. 1955. Les noms populaires des plantes au Canada français. p. 135-173, in: "Études sur le parler français au Canada" (avec modification), Mémoires du 3e congrès de la langue française au Canada. Mémoires du Jardin Botanique de Montréal, nª 43.
- Rousseau, J. 1954. L'Annedla et l'arbre de vie. Extrait de la Revue d'Histoire de l'Amérique française, 8 (2): 171-212. Mémoires du Jardin Botanique de Montréal, nª 31.
- Rousseau, J. 1953. The value of botany as indicator of unglaciated areas. Seventh Pacific Science Congress, 5: 1-8. Mémoires du Jardin Botanique de Montréal, nª 40.
- Rousseau, J. 1953. The value of botany as indicator of unglaciated areas. Mémoires du Jardin Botanique de Montréal, 40: 1-8.
- Rousseau, J. 1952. La validité des noms de quelques hybrides intergénériques de graminées. Mémoires du Jardin Botanique de montréal, no 29: 22 p.
- Rousseau, J. 1952. Les zones biologiques de la péninsule Québec-Labrador et l'hémiarctique. Canadian Journal of Botany, 30: 436-474.
- Rousseau, J. et Raymond, M. 1952. Le Gentiana tenella Rottb dans le Québec arctique. Extrait du Naturaliste canadien, 79 (2): 76-80. Mémoires du Jardin Botanique de Montréal, no 25.
- Rousseau, J. et Raymond, M. 1952. Quelques entités nouvelles du nord du Québec. Le Naturaliste canadien, 79 (2): 81-84. (Mémoires du Jardin Botanique de Montréal, no 26)
- Rousseau, J. et Raymond, M. 1951. Un Agoseris nouveau pour l'est de l'Amérique du Nord. Extrait du Naturaliste canadien, 78 (11-12): 353-360. Mémoires du Jardin Botanique de Montréal, no 24.
- Fernald, M.L., Rousseau, J., Raymond, M., Senay, P. et Jovet, p. 1950. Betula Michauxii, a brief symposium. Rhodora, 52: 25-33; Mémoires du Jardin Botanique de Montréal, no 11.
- Rousseau, J. 1950. Cheminements botaniques à travers Anticosti. Reprinted from Canadian Journal of Research, 28: 225-272. Mémoires du Jardin Botanique de Montréal no 12.
- Rousseau, J. 1949. Modifications de la surface de la toundra sous l'action d'agents climatiques. Extrait de la Revue canadienne de géographie, 3:43-51. Mémoires du Jardin Botanique de Montréal, no 10:1-8.
- Rousseau, J. 1949. À travers l'Ungava. Mémoires du Jardin Botanique de Montréal, 4:83-131.
- Rousseau, J. 1945. L'hérédité et l'homme, 2e édition. Les Éditions de l'arbre, Montréal.
- Rousseau, J. 1945. Le folklore botanique de l'Ile-aux-Coudres. Contributions à l'Institut de Botanique de l'Université de Montréal, no 55:75-111.
- Rousseau, J. 1942. La flore de l'Ile-aux-Coudres. Résumés des communications, Annales de l'ACFAS, bulletin no 8: p. 92.
- Rousseau, J. 1942. Additions à la flore de l'île d'Anticosti. Contribution de l'Institut de Botanique de l'Université Montréal, no 44:11-36.
- Rousseau, J. 1941. Notions élémentaires de génétique. Bulletin du Jardin botanique de Montréal, no 2, 155p.
- Rousseau, J. 1941. "La technique de l'observation en génétique", dans Regards sur les sciences expérimentales. Ottawa, Éditions du Lévrier, p. 137-145.
- Rousseau, J. 1938. Cours élémentaires de génétique. Paru dans L'Enseignement secondaire au Canada.
- Rousseau, J. et Rousseau, B. 1937. Étude comparative de la température de l'estuaire du Saint-Laurent et des habitats voisins. Le Naturaliste canadien, 64: 127-131 et Contribution du Laboratoire de Botanique de l'Université de Montréal, nª 29:65-69.
- Rousseau, J. 1931. Études floristiques sur la région de Matapédia, et notes sur la flore de Saint-Urbain, Comté de Charlevoix. Ministère des Mines, Musée National du Canada. Bulletin no . 66, série biologique no . 17, 30 p.
- Rousseau, J. 1931. Note sur la flore de Saint-Urbain, comté de Charlevoix, Québec. Musée national du Canada, Ottawa, bulletin no 66:26-32.
- Rousseau, J. Aperçu biogéographique des régions nordiques du Québec. Centre d'Études Nordiques, Université Laval, VIII Colloque "Cours", 91 p.
- Rousseau, J. La fleur-de-lis et l'emblème floral du Québec. Source inconnue: 27-28.